# Goldendoodle

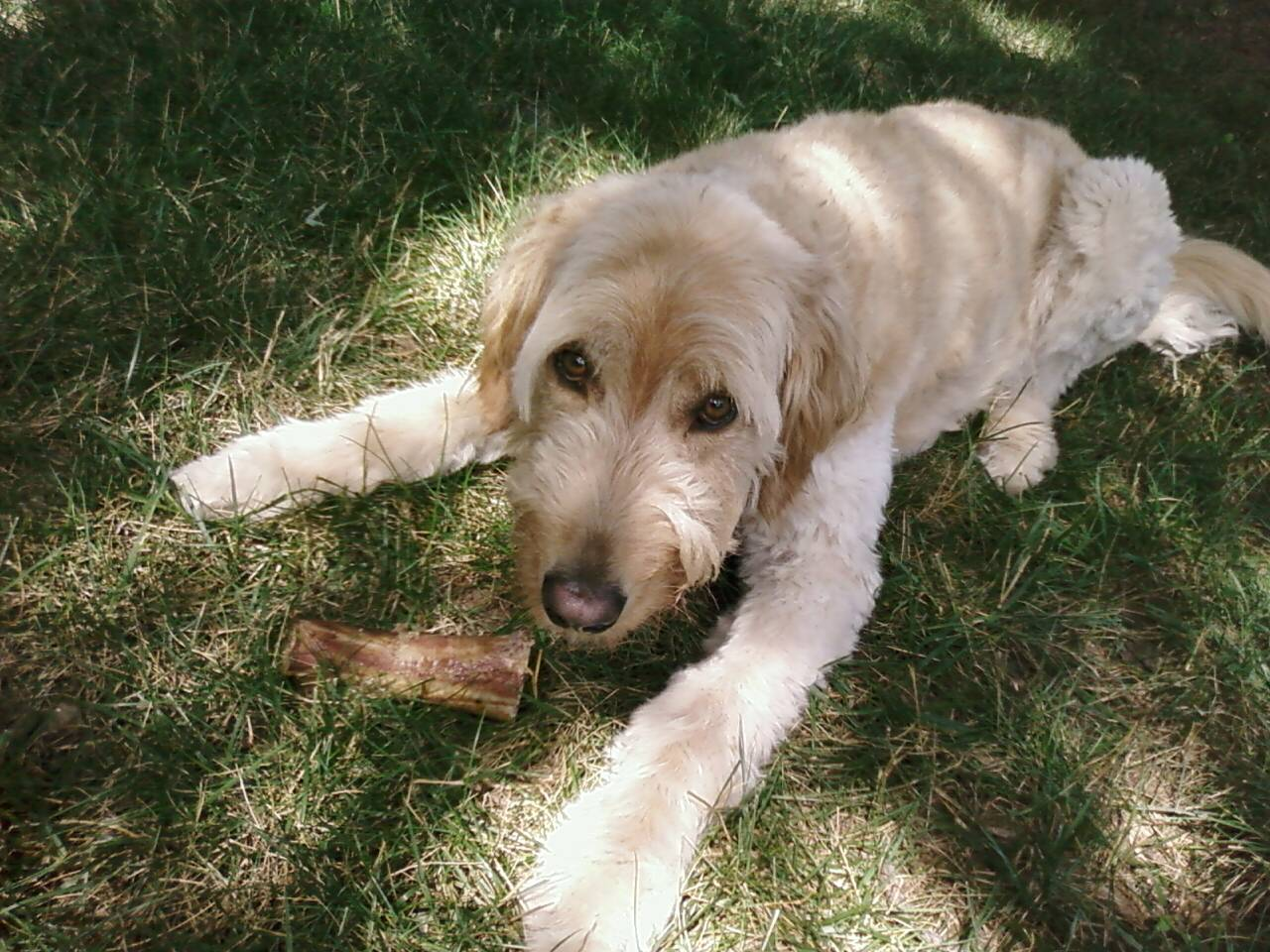
Um Goldendoodle, um cruzamento entre golden com poodle.

Goldendoodle é um cão mestiço que veio através do cruzamento de um Golden Retriever com um Poodle.

## Propósito
Uma pessoa pode preferir um Goldendoodle porque gosta do temperamento do Golden Retriever, mas prefere um cão que solte menos pelos. Embora nem todos os Goldendoodles tenham uma pelagem que não solte pelos, como o Poodle Standard, a maioria dos Goldendoodles tem pouca ou nenhuma queda de pelos, dependendo da raça; por esse motivo, são considerados uma raça hipoalergênica, tolerada por pessoas com alergia.